# راي غروم
راي غروم هو محام بالقضاء العالي وسياسي أسترالي، ولد في 3 سبتمبر 1944 في Elsternwick, Victoria ‏ في أستراليا. نشط حزبياً في الحزب الليبرالي الأسترالي. وقد انتخب عضو مجلس النواب الأسترالي ‏ عن دائرة Division of Braddon ‏ (13 ديسمبر 1975 – 26 أكتوبر 1984) وانتخب عضو مجلس نواب تسمانيا ‏ عن دائرة دنيسون ‏ (8 فبراير 1986 – 9 أغسطس 2001) وانتخب Premier of Tasmania ‏ (17 فبراير 1992 – 18 مارس 1996).

## وصلات خارجية
- راي غروم على موقع AustralianFootball.com (الإنجليزية)
- راي غروم على موقع AFLtables.com (الإنجليزية)